# Honda S360

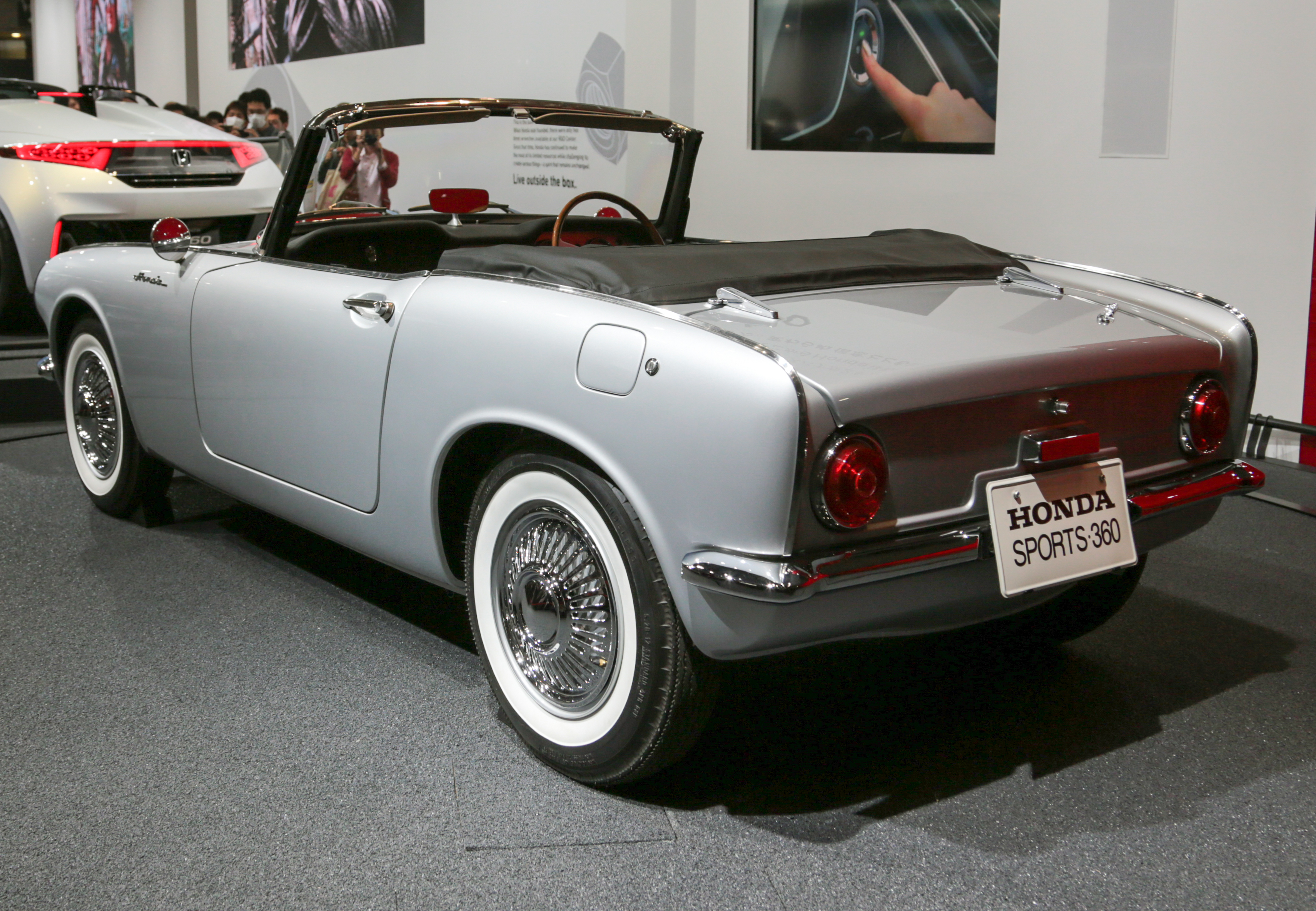
Вид сзади

Honda S360 — прототип спортивного автомобиля с двигателем объёмом 360 см3, разработанный японской компанией Honda. Впервые был представлен 5 июня 1962 года на 11-й генеральной ассамблее Национальной встречи Honda, проходившей на автодроме «Судзука», однако не был запущен в производство. В автомобиле применялся 356-кубовый рядный четырёхцилиндровый двигатель AK250E DOHC. 

## История
В мае 1955 года Министерство международной торговли и промышленности объявило о рекламной кампании под названием «Народный автомобиль» (англ. «People's Car»). В резюме было написано, что Honda S360 — «четырёхместный автомобиль с максимальной скоростью 100 км/ч по цене 150000 иен» (англ. «a four-seater with a top speed of 100 km/h, priced at ¥150,000»). Сразу же была установлена инженерная цепь для производителей, выпускающих легковые автомобили грядущей эпохи.
В период с 1957 по 1958 год компания Honda наняла около 50 инженеров и создала новый исследовательский центр, готовясь к разработке автомобилей. Поскольку у корпорации Honda было мало опыта в проектировании автомобилей, большинство инженеров проекта, включая менеджера проекта Ёсио Накамуру, были наняты из обанкротившегося автопроизводителя Tokyu Kogyo Kurogane. В то время как потребители ожидали, что Honda в скором времени начнёт производство автомобилей, Соитиро Хонда оставался несколько осторожным в этом вопросе. В декабрьском выпуске 1959 года Honda Company Newsletter (Vol. 50) компания Honda заявила: «Мы не должны торопиться с производством автомобилей... до тех пор, пока мы не проведём тщательное исследование и не будем абсолютно уверены, что все требования выполнены, включая производительность наших автомобилей и производственных мощностей» (англ. «We shouldn’t rush into auto production... until we conduct thorough research and are absolutely confident that every requirement has been fulfilled, including the performance of our cars and production facilities»). Также было объявлено, что в течение следующих нескольких лет компания Honda начнёт разрабатывать и выпускать прототипы, нежели пытаться продавать автомобили.
11-я Генеральная ассамблея Национального собрания Honda прошла 5 июня 1962 года на автодроме «Судзука». Компания Honda демонстрировала продукцию и проводила тест-драйвы на протяжении всего мероприятия. Родстер Honda S360 в итоге вышел на трассу с Соитиро Хондой за рулём и Ёсио Накамурой, менеджером по проекту, на пассажирском сиденье. Появление S360 произвело впечатление на представителей франчайзинговых дилеров Honda, которые настоятельно рекомендовали Honda производить автомобили так, чтобы у них была продукция, которую они могли бы продавать в зимние месяцы, когда продажи мотоциклов снижались.
Презентация Honda S360 состоялась 25 октября 1962 года на 9-м Японском национальном автосалоне, однако модель так и не пошла в серию. Вместо этого начался выпуск S500.